# دنی ردین
دنی ردین (انگلیسی: Danny Reddin; ۱۲ اوت ۱۹۱۴ – ۲ ژانویهٔ ۱۹۷۶) بازیکن بسکتبال اهل جمهوری ایرلند بود. وی در بازی‌های المپیک تابستانی ۱۹۴۸ شرکت کرده‌است.